# Tonduzia stenophylla
Tonduzia stenophylla là một loài thực vật có hoa trong họ La bố ma. Loài này được (Donn.Sm.) Pittier miêu tả khoa học đầu tiên năm 1908.